# Schistochilopsis elegans
Schistochilopsis elegans là một loài Rêu trong họ Jungermanniaceae. Loài này được (R.M. Schust.) Konstantinova mô tả khoa học đầu tiên năm 1994.